# Abrophila
Abrophila is een vliegengeslacht uit de familie van de roofvliegen (Asilidae).

## Soorten
- A. whitei Daniels, 1987